# Keld Grinder-Hansen
Keld Grinder-Hansen (født 5. juni 1959 i Sædder, død 1. juni 2019) var en dansk historiker, museumsmand, kommunal embedsmand, debattør og forfatter. Han var bror til Poul Grinder-Hansen.
Keld Grinder-Hansen var søn af skoleinspektør Fredy Hansen og lærer Gudrun Grinder Hansen. Han var cand.mag. i historie og etnologi fra Københavns Universitet i 1987, og han har taget ph.d. i middelalderøkonomi fra Københavns Universitet i 1996.
Keld Grinder-Hansen var gift med psykiater Pia Glyngdal i årene 1988-1999. Siden 2005 var han bosiddende med arkitekt og medejer af Erik Møller Arkitekter, Trine Neble. De havde tilsammen tre børn.

## Ansættelser
- 1987-1996 Den Kgl. Mønt- og Medaillesamling på Nationalmuseet
- 1997-2008 Museumschef på Dansk Skolemuseum
- 1997-2004 Ekstern lektor ved Historisk Institut på Københavns Universitet

- 2009-2014 Afdelingschef ved Dragør Kommune
- 2014-2018 Direktør for Andelslandsbyen Nyvang

## Forskning
Keld Grinder-Hansen har drevet forskning inden for emnerne: Numismatik og økonomisk historie, middelalderhistorie, rejsens kulturhistorie, samt skole- og uddannelseshistorie.

## Formidling

### Skriftlig formidling
Keld Grinder-Hansen har et populærvidenskabeligt forfatterskab indenfor emnerne numismatik, middelalderhistorie, rejsens kulturhistorie, samt skole- og uddannelseshistorie.

### Medier
Keld Grinder-Hansen havde erfaring med historieformidling og fagpolitiske debatter i aviser, radio og TV, og han var redaktør og studievært på TV-kanal DK4.

### Udstillingsvirksomhed
Keld Grinder-Hansen har tilrettelagt godt 30 udstillinger i perioden 1985-2008 på Nationalmuseet, freelance og på Dansk Skolemuseum, heriblandt udstillingen "Rejsen" på Nationalmuseet i 1992.

## Tillidshverv
- Medlem af FOFs hovedbestyrelse, 2011-
- Medlem af FOF-Gentoftes bestyrelse, fra 2007 som næstformand og fra 2010 som formand
- Medlem af bestyrelsen i Selskabet for Skole- og Uddannelseshistorie, i årene 2005-2013 som formand.
- Formand for Museumsrådet for København og Frederiksberg i årene 2007-2008
- Udvalgsmedlem i ”Udvalget til styrkelse af historie i folkeskolen”, udpeget af Undervisningsministeren i 2006
- Bestyrelsesmedlem i The Committee of the International School Museum Association i årene 2007-2009
- Medlem af prisudvalget for Undervisningsmiddelprisen i årene 2001-13
- Medlem af bestyrelsen for Hoven Gamle skole i årene 1998-2008
- Medlem af bestyrelsen for Dansk Selskab for Oldtid og Middelalder i årene 1996-2002.

## Publikationer
- Keld Grinder-Hansen: Den gode, den onde og den engagerede. 1000 år med den danske lærer, 2013, ISBN 9788792746467
- Keld Grinder-Hansen: Kongemagtens krise. Det danske møntvæsen 1241-ca.1340, ISBN 9788772896267
- Keld Grinder-Hansen (red.): Rejsen - en introduktion. Antologi indeholdende 23 artikler, 1992
- Jørgen Steen Jensen, Kirsten Bendixen, Niels-Knud Liebegott og Fritze Lindahl: Danmarks middelalderlige skattefund fra ca.1050 - ca.1550, bd. 1-2, 1992, ISBN 8787483238

Desuden har Keld Grinder-Hansen bidraget med flere end 100 artikler i tidsskrifter og antologier.